# Convento de las Hermanas Franciscanas de la Inmaculada
El convento de las Hermanas Franciscanas de la Inmaculada se encuentra en la población de Moncada, en la comarca de la Huerta Norte de la Comunidad Valenciana. Se trata de dependencias conventuales declaradas como Bien de Relevancia Local el 26 de septiembre de 2002 con número de código 46.13.171-014.
Fue construido a finales del siglo XIX y desde el año 2008 está dedicado al hospedaje con el nombre de El Convent.

## Descripción
Pertenece a la Orden de las Hermanas Franciscanas de la Inmaculada y tiene un claustro compuesto por una galería arqueada y un patio con naranjos y otras plantas.